# 乙酰基

乙酰基的二维结构。
或作

乙酰基，在有机化学中，是一个由甲基和羰基组成的酰基官能团，常简记作符号 Ac- 或 acetyl-。其化学式为 –COCH
3 和化学结构用 –C(=O)–CH
3 表示。在IUPAC命名法中，乙酰基写作 ethanoyl group。单独“乙酰”二字，不会单独使用，一般是复合词中“乙酰基”的简称。
符号 Ac 在化学中可以有很多含义。无机化学中，Ac 可以指元素锕（actinium），或乙酸根（CH3COO−，acetate）；有机化学中，Ac 一般指乙酰基（CH3C(O)-）。因此比乙酸根多一个电子的乙酰氧基（acetoxy）的缩写为符号 AcO-。
乙酰基存在于很多化合物之中，包括乙酰胆碱、乙酰辅酶A、对乙酰氨基酚、乙酰水杨酸（阿司匹林）、乙酸、乙酰氯、苯乙酮、乙酰胺和乙酸酐等。
向分子中引入乙酰基的化学反应称为乙酰化，相应的试剂称为“乙酰化试剂”和“乙酰转移酶”。在它们的作用下，乙酰化可以发生在辅酶A、组蛋白和其他蛋白质上，性质得以改变。
有机合成的乙酰化反应一般以乙酰氯或乙酸酐作乙酰化试剂，在叔胺或芳香胺作为碱性试剂下进行。
含有乙酰基的化合物可以在碱性条件下与卤素反应并生成卤仿，这一反应称为卤仿反应。